# Spiranthes nebulorum
Spiranthes nebulorum là một loài thực vật có hoa trong họ Lan. Loài này được Catling & V.R.Catling miêu tả khoa học đầu tiên năm 1988.